# Vladimir Krutov
Vladimir Evgen'evič Krutov (in russo Владимир Евгеньевич Крутов?; Mosca, 1º giugno 1960 – Mosca, 6 giugno 2012) è stato un hockeista su ghiaccio sovietico, dal 1991 russo.

## Carriera
Considerato uno dei migliori giocatori degli anni ottanta, con Igor' Larionov e Sergej Makarov formava la linea KLM.
A livello di club, Krutov ha giocato per il CSKA Mosca dal 1978 al 1989, e successivamente fu uno dei primi giocatori russi a militare nella NHL, nelle file dei Vancouver Canucks nel 1989. Dopo quella sua unica stagione in nord America, Krutov tornò in Europa, dove militò in piccole squadre fino al ritiro nel 1996.
Con la squadra nazionale sovietica, Krutov vinse la Canada Cup del 1981 e due ori olimpici, a Sarajevo 1984 e Calgary 1988, a cui si aggiunge il bronzo di Lake Placid 1980. Conquistò sei titoli mondiali (1981, 1982, 1983, 1986, 1989, 1990), un argento (1987) e un bronzo (1985).
È scomparso nel 2012 all'età di 52 anni a seguito di un'emorragia interna.

## Palmarès

### Nazionale
- Olimpiadi:
  -  Oro - 2: 1984 e 1988
  -  Argento - 1: 1980
- Mondiali:
  -  Oro - 6: 1981, 1982, 1983, 1986, 1989, 1990
  -  Argento - 1: 1987
  -  Bronzo - 1: 1985
- Europei:
  -  Oro - 7: 1981, 1982, 1983, 1985, 1986, 1987, 1989
  -  Argento - 1: 1990

### Club
- 12 Campionati sovietici: 1978-1989 (HK CSKA Mosca)
- 2 Coppe sovietiche: 1979 e 1988
- 12 Coppe dei campioni: 1978-1989 (HK CSKA Mosca)